# Acero Eglin
El acero Eglin (ES-1) es un acero de una gran resistencia, de alto rendimiento, de baja aleación y de bajo costo, desarrollado para la nueva generación de bombas revienta-búnkeres, por ejemplo, el Ordnance Penetrator masiva y la versión mejorada de la bomba GBU-28 conocida como EGBU-28. Es el producto de la colaboración entre la Fuerza Aérea de los EE. UU. y la Compañía Nacional de Ellwood Forge .

## Introducción
El desarrollo de Eglin de acero fue encargado con el fin de encontrar un sustituto de bajo costo para las fuertes y duras, pero caras superaleaciones tales como AF-1410 , AERMET 100 , 180-HY , y HP9-4-20/30 . Se necesita un material de alto rendimiento para que la carcasa de la bomba aguante el impacto a las altas velocidades requeridas para una penetración profunda. El material tiene una amplia gama de otras aplicaciones, de misiles y partes de tanques organismos a partes de la máquina.
El material puede ser menos costoso debido a que puede ser refinado de cuchara, no requiere procesamiento al vacío. A diferencia de algunas otras aleaciones de alto rendimiento, el acero Eglin se puede soldar con facilidad, ampliando su rango de aplicación. Además, se utiliza aproximadamente la mitad del níquel de otras superaleaciones, sustituyéndolo por silicio para mejorar la tenacidad y partículas de carburo de vanadio y carburo de wolframio para la dureza y fuerza adicional a alta temperatura. El material también emplea cromo, wolframio, y cantidades de baja a medias de carbono, que contribuyen a la resistencia y dureza de la aleación.

## Propiedades
A temperatura ambiente, ES-1 de rendimiento ( resistencia a la tracción antes de la deformación) es 1547 MPa, el rendimiento final (punto de ruptura) es 1818 MPa. A 900 °C, el rendimiento es 1337 MPa, y el rendimiento final es 1701 MPa. La dureza Rockwell es 45,6 (455 HV10). Por la tenacidad, según el péndulo de Charpy es de 76 J a temperatura ambiente, y 58 J a -40 °C.
ES-1 es un equilibrio de coste, resistencia a la tracción, resistencia a alta temperatura a la tracción y tenacidad. Al variar el tratamiento térmico para incluir temple en agua o en nitrógeno líquido, u omitiendo la normalización tratar térmicamente para permitir el endurecimiento , las propiedades pueden ser mejoradas. ES-5, con un aire económico y agua de enfriamiento, proporciona 1688 MPa de rendimiento, y rendimiento final 2013 Mpa.

## Detalles
La composición de la aleación en peso es la siguiente:
- Hierro (84.463 a 90%)
- Carbono (0.16 a 0.35%)
- Manganeso (0,85%)
- Silicio (máx. 1,25%), estabiliza la austenita fase, mejora la tenacidad
- Cromo (máx. 1.50-3.25%), aumenta la fuerza y dureza
- Molibdeno (máx. 0,55%), mejora la templabilidad
- Níquel (5,00%), aumenta la resistencia
- Wolframio (0,70-3,25%), mejora la resistencia y desgaste resistencia
- Vanadio (0,05-0,3%), aumenta la dureza
- Cobre (0,50%)
- Fósforo (impureza, máx. 0,015%)
- Azufre (impureza, máx. 0,012%)
- Calcio (máx. 0,02%), agente de control de azufre
- Nitrógeno (impureza, máx. 0,14%)
- Aluminio (máx. 0,05%)

El material tiene una gama extraordinariamente amplia de métodos de producción para una superaleación: arco eléctrico, refinado en cuchara con tratamiento al vacío; fusión por inducción al vacío; refusión por arco en vacío, e incluso electro afinado con escoria. Se recomienda los tratamientos al vacío para mayor fuerza y en usos de primera calidad.
El material tiene que someterse a un tratamiento térmico que implica el recocido, temple y revenido a fin de desarrollar la requerida microestructura austenítica, con posterior revenido. Las placas de ensayo eran de 25,4 mm (1 pulgada). Primero se recuecen. Se les acusó en un horno a 260 °C (500 °F). Se calienta a 51,6 °C (125 °F) por hora hasta alcanzar una temperatura entre 885 a 940 °C (1625-1725 °F). Mantenido a 955 °C (1750 °F) una hora por pulgada de tamaño de la sección, y luego enfriado por aire a temperatura ambiente. A continuación, las muestras fueron austenizado repitiendo el proceso hasta 1700F, y se mantuvo durante una hora por pulgada de tamaño de sección, a continuación, templado en aceite por debajo de 52 °C (125 °F). Finalmente, revenido en un horno que se inició por debajo de 260 °C (500 °F), aumentado a 37.8 °C (100 °F) por hora por pulgada de sección, y se dejó enfriar al aire a temperatura ambiente.